# Gan ha-Šomron
Gan ha-Šomron nebo Gan Šomron (hebrejsky גַּן הַשֹּׁמְרוֹן, doslova „Zahrada Samařska“, v oficiálním přepisu do angličtiny Gan HaShomeron, přepisováno též Gan HaShomron) je vesnice typu mošav v Izraeli, v Haifském distriktu, v Oblastní radě Menaše.

## Geografie
Leží v nadmořské výšce 45 metrů v pobřežní nížině, 10 kilometrů od břehu Středozemního moře, cca 48 kilometrů severovýchodně od centra Tel Avivu, cca 38 kilometrů jižně od centra Haify a 7 kilometrů severovýchodně od města Chadera. Mošav leží na jihovýchodním okraji města Pardes Chana-Karkur.
Gan ha-Šomron obývají Židé, přičemž osídlení v tomto regionu je etnicky převážně židovské. Pás měst a vesnic obývaných izraelskými Araby (takzvaný Trojúhelník) začíná až cca 5 kilometrů na jihovýchod odtud. 5 kilometrů na severovýchod začíná rovněž arabské osídlení ve Vádí Ara. Mošav je na dopravní síť napojen pomocí dálnice číslo 65 a dalších místních komunikací v rámci aglomerace Pardes Chana-Karkur.

## Dějiny
Gan ha-Šomron byl založen v roce 1934. Základní kámen byl položen na svátky Pesach na jaře 1934. Zakladateli vesnice byli židovští přistěhovalci z Německa, kteří prchali před nástupem nacismu. Osadníkům chyběly zkušenosti s farmařením, přesto se rozhodli pro založení mošavu a jejich vesnice byla nakonec úspěšná. Zakladatelská skupina osadníků prošla před založením mošavu výcvikem ve vesnici Nahalal a Ejn Šemer.
Jméno osady odkazuje na polohu poblíž svahů Samařska, třebaže šlo spíše o projev tehdy ještě neukotveného povědomí ohledně názvosloví regionů ve Svaté zemi (mošav leží v Šaronské planině, nikoliv v Samařsku).
Koncem 40. let 20. století měl Gan ha-Šomron rozlohu katastrálního území 750 dunamů (0,75 kilometru čtverečního).
V roce 1954 obec posílil příchod nových osadníků zapojených do hnutí me-ha-Ir le-kfar (מהעיר לכפר) – „Z města na vesnici“. Roku 1957 sem přišla skupina židovských imigrantů z Polska.
Většina obyvatel vesnice v současnosti za prací dojíždí mimo obec. Část obyvatel se stál zabývá zemědělstvím a pěstováním květin. V osadě funguje plavecký bazén, veřejná knihovna a sportovní areály.

## Demografie
Podle údajů z roku 2014 tvořili naprostou většinu obyvatel v Gan ha-Šomron Židé (včetně statistické kategorie "ostatní", která zahrnuje nearabské obyvatele židovského původu ale bez formální příslušnosti k židovskému náboženství).
Jde o menší sídlo vesnického typu s dlouhodobě rostoucí populací. K 31. prosinci 2014 zde žilo 803 lidí. Během roku 2014 populace klesla o 1,5 %.
| Rok            | 1948 | 1961 | 1972 | 1983 | 1995 | 2001 | 2003 | 2004 | 2005 | 2006 | 2007 | 2008 | 2009 | 2010 | 2011 | 2012 | 2013 | 2014 |
| -------------- | ---- | ---- | ---- | ---- | ---- | ---- | ---- | ---- | ---- | ---- | ---- | ---- | ---- | ---- | ---- | ---- | ---- | ---- |
| Počet obyvatel | 180  | 336  | 337  | 349  | 468  | 571  | 627  | 638  | 659  | 660  | 660  | 690  | 703  | 713  | 750  | 785  | 815  | 803  |